# 루비 레이저

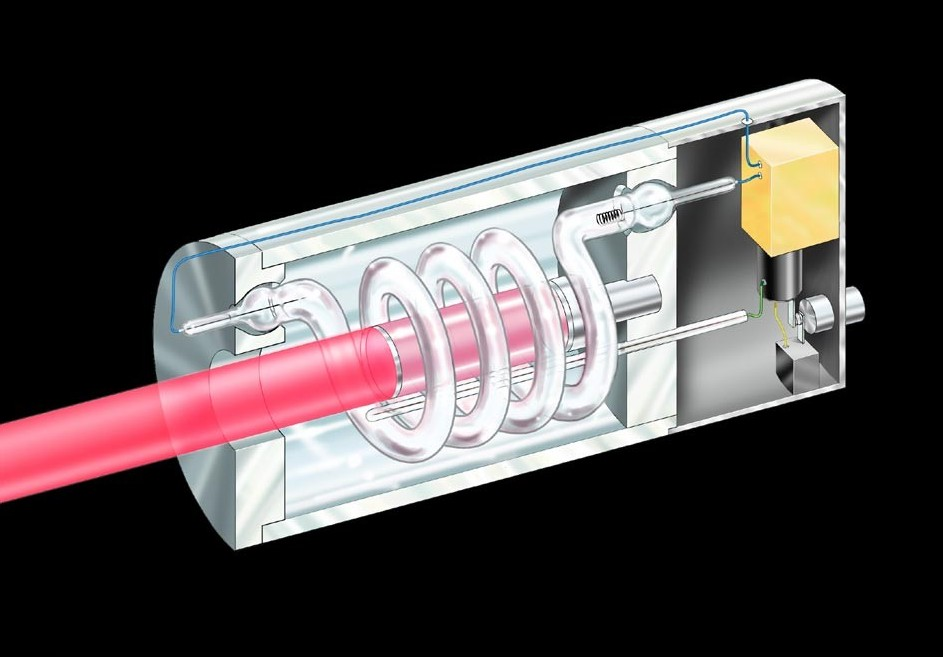
최초의 루비 레이저의 다이어그램

루비 레이저(ruby laser)는 합성 루비 결정을 사용하는 고체 레이저이다. 동작하는 최초의 레이저는 1960년 5월 16일 HRL 연구소의 시어도어 메이먼이 개발하였다.
루비의 결정으로 만든 둥근 막대의 주위에 냉각용의 공기 통로와 펌핑용의 빛을 발행하는 광원으로서 나선상(狀)의 크세논램프가 있다. 크세논램프는 펄스상으로 동작시켜 순간적으로 발광시킨다. 이를 위해 5,000V의 직류 전원과 70마이크로패럿 정도의 콘덴서가 있다.
미리 콘덴서를 충전시켜 놓고 스위치 S2를 닫은 다음 크세논램프를 작용시킨다. 루비 막대는 크세논램프로 자극되어 그 끝면에서 가는 빔상의 레이저광을 방사(放射)한다. 그 파장은 694nm의 빨간색이다. 실제로는 막대 모양의 결정 양끝을 완전히 평행하는 평면이 되도록 연마하여 한 쪽의 A단(端)에 빛에 대한 반사막을 증착(蒸著)시킨다. B단에는 부분적인 반사막(반투명막)과 빛에 대한 셔터가 붙여진다.
이 셔터로는 어느 강도의 전계를 가하면 빛에 대해 투명하게 되는 현상, 즉 켈 효과를 이용한 것이 쓰여진다. 이러한 셔터를 닫은 채 결정을 자극하면 입자가 여기(勵起)되어 빛이 방출된다.
이 빛은 양단의 반사막에 반사를 되풀이하면서 코히어런트한 빛이 되어 셔터가 열릴 때 외부에 방사된다. 이것을 자이언트펄스라 하는데 단일의 강한 펄스가 얻어진다.